# The Unholy Three (film din 1925)
The Unholy Three este un film mut din 1925 produs și regizat de Tod Browning cu vedeta Lon Chaney ca Prof. Echo. Este bazat pe romanul The Unholy Three scris de Tod Robbins. Filmul a fost refăcut cu sunet în 1930.

## Prezentare
Trei ciudați de la circ, un ventriloc, un pitic și un gigant forțos, care se întâlnesc într-un circ ambulant, decid să părăsească compania după ce piticul a atacat un copil din public. Ei decid să devină o bandă de infractori cu numele The Unholy Three (Trioul infernal). Echo, ventrilocul, își asumă rolul doamnei O'Grady, o bunică delicată, proprietară a unui magazin de păsări. Tweedledee, piticul deformat, devine nepotul său, în timp ce Hercules joacă rolul omului de serviciu asistent.

## Distribuție
- Lon Chaney - Prof. Echo, a.k.a. Mrs.  O'Grady sau "Granny" (bunica)
- Mae Busch - Rosie O'Grady
- Matt Moore - Hector McDonald
- Victor McLaglen - Hercules, a.k.a. "Son-in-Law"
- Harry Earles - Tweedledee, a.k.a. Baby "Little Willie"
- Matthew Betz - Detective Regan
- Edward Connelly - the Judge
- William Humphrey - Defense Attorney
- E. Alyn Warren - Prosecuting Attorney

## Vezi și
- Listă de filme produse de Metro-Goldwyn-Mayer
- Listă de filme refăcute N-Z
- Listă de filme referitoare la Crăciun
- Listă de filme americane din 1925